# Ndaus
Os ndaus são um grupo étnico que habita o vale do rio Zambezi, do centro de Moçambique até o seu litoral, e o leste do Zimbábue, ao sul de Mutare.
Os ancestrais dos ndaus eram guerreiros de Essuatíni que se misturaram com a população local, constituída etnicamente por manikas, barwes, tewes, nas províncias moçambicanas de Manica e Sofala. A população local do Zimbábue, antes da chegada dos Gaza Nguni, descenderia primordialmente de Mbire, próxima à atual Hwedza.
Os ndaus falam um idioma que pertence à família linguística xona, o xindau.

## Política
A Renamo, segundo principal partido político de Moçambique, consegue boa parte de seu apoio político dos ndaus da província de Sofala (onde seu líder, Dhlakama, nasceu, assim como o arcebispo católico de Beira), em parte devido às suas condições sócio-econômicas extremamente precárias, e por sua falta de inclusão dos programas de investimentos financeiros estrangeiros e de desenvolvimento econômico promovidos pelo partido governante.
O primeiro presidente da ZANU no Zimbábue antes da independência foi Ndabaningi Sithole, que nasceu na região próxima ao monte Selinda. Depois de Robert Mugabe assumir o poder, Sithole formou seu próprio partido, ZANU-Ndonga, que ganhou cada vez mais apoio da comunidade ndau. Devido à relação tumultuosa entre Mugabe e Sithole, a população ndau do Zimbábue nunca apoiou totalmente o governo daquele.